# Viktor Korčnoj
Viktor Korčnoj, rus. (Ви́ктор Льво́вич Корчно́й), (Sankt-Peterburg, 23. ožujka 1931. — Wohlen, 6. lipnja 2016.), bio je ruski šahist sa švicarskim državljanstvom. 
Jedan od najjačih šahista svih vremena kojem nikad nije uspjelo postati svjetski šahovski prvak. U 2009. godini je Korčnoj bio najstariji aktivni internacionalni šahist u svijetu.
Korčnoj je najviše poznat po svoje tri borbe za svjetsku titulu protiv Anatolija Karpova.
Prva borba bilo je finale meča kandidata 1974., čiji pobjednik je trebao igrati 1975. za naslov šampiona protiv Bobbyja Fischera. Karpov je pobijedio s 3-2 uz 19 remija. I pošto se Fischer nije pojavio da bi obranio svjetsku titulu, Karpov postaje automatski svjetski šahovski prvak.
1976. Korčnoj je zatražio politički azil u Nizozemskoj.
I 1978. kao i 1981. godine Korčnoju se uspijeva kvalificirati za svjetsko prvenstvo protiv Karpova. 
Borba koja se vodila 1978. bila je dramatična i izjednačena (6-5 uz 21 remi), uz uporabu psihologa i optužbama o varanju, ali Karpov pobjeđuje na kraju. Karpov pobjeđuje suvereno 1981.

## Karijera
Korčnoj je imao dugu i bogatu šahovsku karijeru s puno pobjeda. Među najvažnijima su 4 osvojena prvenstva na natjecanjima za prvaka Sovjetskog Saveza: 1960., 1962., 1964./65. i 1970. 

## Nagrade
Korčnoj je osvojio šahovskog Oscara 1978. Šahovski Oscar se dodjeljuje najboljem šahistu, prema glasovanju šahovskih novinara i šahovskih eksperata iz cijeloga svijeta.

## Vanjske poveznice
- Viktor Korčnoj na chessgames.com
- Viktor Korčnoj na FIDE.com